# Capim-napiê
Pennisetum purpureum é uma espécie de planta com flor pertencente à família Poaceae.
A autoridade científica da espécie é Schum., tendo sido publicada em Beskrivelse af Guineeiske planter 44. 1827.
Os seus nomes comuns são capim-elefante, capim-napiê ou capim-napier-elefante.
É nativa da África tropical, tendo sido introduzida nas Américas, Ásia, Austrália e Madeira. No Brasil foi introduzida por volta de 1920. A cultura de capim é altamente eficiente na fixação de CO2 (gás carbônico) atmosférico durante o processo de fotossíntese para a produção de biomassa vegetal, apresentando um alto potencial para uso como fonte alternativa de energia. Também é utilizada como alimento para o gado e animais selvagens.

## Portugal
Trata-se de uma espécie presente no território português, nomeadamente no Arquipélago da Madeira.
Em termos de naturalidade é introduzida na região atrás indicada.

## Brasil
Inicialmente, a introdução da espécie ocorreu no Rio Grande do Sul e, posteriormente, houve ampla distribuição para os demais estados do país. Assim, duas cultivares de capim-elefante foram introduzidas: Elefante A, ou capim Napier, e Elefante B, também chamado de Merker.

## Protecção
A espécie não se encontra protegida por legislação portuguesa ou da Comunidade Europeia.
No Brasil, a Embrapa com o programa de melhoramento genético do capim elefante, desenvolveu e lançou duas cultivares protegidas pelo (Serviço Nacional de Proteção de Cultivares - SNPC/MAPA), sendo a cultivar BRS Capiaçu recomendada para o produção de silagem, e a BRS Kurumi recomendada para pastejo.